# Bnei Akiva
Bnei Akiva er en jødisk, zionistisk ungdomsbevægelse. Bnei Akiva er hebraisk og betyder "Akivas sønner" el. "Akivas børn". Navnet refererer til den berømte Rabbi Akiva (40-135 e.v.t.), der var kendt for sin store humanisme. Rabbi Akiva citeres som regel for at have sagt, at alt, hvad der står i Torah (De Fem Mosebøger), er: "Elsk din næste som dig selv".

## Historie
Det er uklart, hvornår Bnei Akiva oprettedes. Det har været et sted i mellemkrigstiden. Det er imidlertid sikkert, at organisationen har sine rødder i de østeuropæiske jødiske miljøer. Unge jøder var trætte af, at jøder konstant (både under zar-vældet i Rusland og under kommunismen) skulle gøres til syndebukke og blev betragtet som legitime mål for kosakkerne. Disse unge jøder troede på, at det var muligt at genoprette en jødisk stat i Israel, som det havde været en drøm blandt jøder i 2000 år (siden den anden jødiske stat faldt sammen i år 70 e.v.t., da romerne ødelagde Kong Herodes tempel).

## Ideologi
Som det fremgår af den historiske beskrivelse, er Bnei Akiva en ideologisk organisation, der tror på jøders frigørelse fra 2000 års landflygtighed fra det historiske og religiøse hjemland. Særligt for Bnei Akiva (til forskel fra andre jødiske ungdomsorganisationer) er det, at Bnei Akiva kombinerer arbejdet med at opnå målet om et jødisk hjemland med en stærk tro på Gud. Dette bliver udtrykt i Bnei Akivas slogan: "Torah v'avodah" (hebraisk: Torah og arbejde). Arbejde i denne sammenhæng henviser især til hårdt, fysisk arbejde med at opdyrke Israel. Da jøder i det 19. og starten af det 20. århundrede indvandrede i stort tal til Israel, var der nemlig stort set kun ørken i området. En mindre "landbrugsrevolution" var så at sige nødvendig.

## Logo
Bnei Akivas logo består af to tavler (der symboliserer de to stentavler) med de hebraiske bogstaver "Taf" og "ayin" (der står for "Torah v'avodah") i relief. Der ses desuden en høtyv og en le. Disse er symboler for arbejde, jf. afsnittet ovenfor om Bnei Akivas ideologi. Olivenbladene symboliserer fred – den skæbne, Bnei Akiva ønsker skal gælde for Israel og dets naboer.

## Størrelse
Bnei Akiva tæller over 50.000 medlemmer på verdensplan og er således verdens største jødiske ungdomsorganisation. Der findes afdelinger af Bnei Akiva i USA, Canada, Sydamerika, Australien, Sydafrika, i de fleste europæiske lande og også i Israel. Det sidste kan undre, da drømmen om at vende tilbage til det jødiske hjemland ikke har relevans for jøder, der allerede bor der. Imidlertid er Bnei Akivas arbejde i Israel af mere ungdomsorienteret art. Aktiviteterne kan således sammenlignes med spejderklubbers aktiviteter i Danmark.
Bnei Akivas afdeling i Danmark er lille og samarbejder derfor med Bnei Akiva i Malmø, Göteborg, Stockholm og Oslo – i disse byer er afdelingerne heller ikke store.

## Aktiviteter
Bnei Akiva i Danmark ser det som sit mål at oplyse den jødiske ungdom om Israel – men først og fremmest at skabe socialt samvær unge jøder i mellem. Der arrangeres således bl.a. lejre for skandinaviske unge jøder.